# Кінематограф Аргентини
Кінематограф Аргентини — один із найрозвиненіших в Латинській Америці поряд з мексиканським і бразильським. За XX ст. аргентинська кінопродукція завдяки підтримці держави і роботі великої кількості митців стала однією з провідних в іспаномовному світі. За всю історію аргентинського кіно було відзнято близько 2 500 фільмів.

## Історія

### Зародження аргентинського кіно

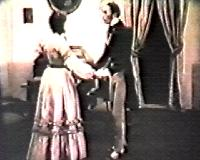
Кадр з фільму «Амалія» (1914)

Перший кіносеанс в Аргентині, на якому було показані короткометражки братів Люм'єр, відбувся 18 липня 1896 року в буенос-айресському Театрі Одеон.
Першою роботою аргентинського кінематографа вважається знята 1897 року французьким оператором Еженом Пі документальна стрічка, де показаний прапор Аргентини, який майоріє над Травневою площею Буенос-Айреса. Наступними стрічками були «Подорож до Буенос-Айреса» (1900) і «Огляд аргентинської ескадри» (1901). 1908 року Маріо Гальйо зняв першу стрічку з сюжетом — «Розстріл Доррего».
Основою для раннього аргентинського кінематографу стали історія та література країни. Першим повнометражним фільмом стала «Амалія» (1914), яка базувалася на однойменному романі Хосе Мармоля. Однією з перших популярних стрічок була «Благородство гаучо» (1915), знята Умберто Каїро, Едуардо Мертінесом де ла Пера і Ернесто Гунче по мотивами книги «Мартін Ф'єрро» Хосе Ернандеса. 1917 року була створена перша у світі анімаційна повнометражна стрічка «Апостол», яка містила сатиру на тодішнього президента Іполіто Ірігоєна. Того ж року у кіно «Квітка персика» дебютував Карлос Гардель.

### Прихід звукового кіно

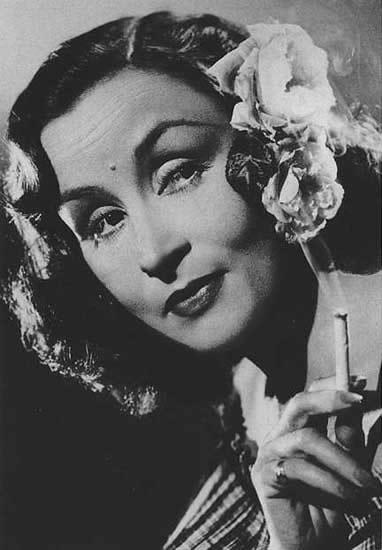
Тіта Мерельйо

Саме поява звуку в кіно зробило його популярним і комерційно успішним в Аргентині серед широкої публіки. 1930 року вийшов фільм з саундтреком «Прощавай, Аргентино». 1931 року Хосе А. Феррейра зняв перший аргентинський звуковий фільм «Буенос-Айреські лялечки». Того ж року вийшов політичний звуковий фільм «Задля великої, справедливої і цивілізованої Аргентини» Федеріко Вальє.
1933 року в Аргентині було засновано перші дві кіностудії: «Argentina Sono Film», заснована Анхелем Ментасті та «Lumiton», створена Енріке Телемако Сусіні, Сесаром Хосе Герріко і Луїсом Ромеро Каррансою. Першими їх фільмами стали відповідно «Танго» і «Три упертюхи».
Іншими відомими стрічками тієї епохи стали «Душа бандонеона» (1935) і «В'язні землі» (1939) Маріо Соффісі; «Бортове хлоп'яцтво» (1936) Мануеля Ромеро; «Повернення в гніздо» (1938) Леопольдо Торреса Ріоса. Зірковими акторами тієї епохи були Лібертад Ламарке, Тіта Мерельйо, Пепе Арьяс, Луїс Сандріні і Ніні Маршалл.

### Класичне кіно

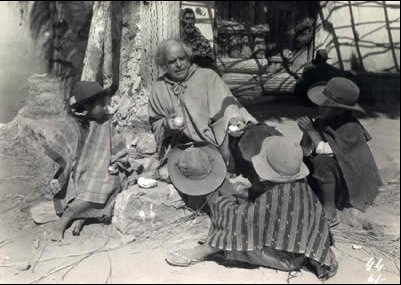
Кадр з «Війни гаучо» (1942)

У 1940-х роках аргентинське кіно увійшло у період кризи через сильну конкуренцію з кінематографом США і Мексики, які переживали свою золоту добу. Також суперником кіно стало телебачення, яке розпочало мовлення в Аргентині 1951 року.
Найвизначнішими стрічками цієї епохи стали «Історія однієї ночі» (1941) і «Жінка-привид» (1945) Луїса Саславського; «Війна гаучо» (1942) і «Маламбо» (1945) Лукаса Демаре й Уго Фрегонесе; «Ганчір'яний м'яч» (1948) і «Злочин ювеліра» (1950) Леопольдо Торреса Ріоса; «Води течуть каламутні» (1952) Уго дель Карріля.
У 1940-х славу здобули актриси-близнючки Мірта і Сильвія Легран.

### Нове аргентинське кіно
1957 року з'являється плеяда нових аргентинських режисерів, які завдяки вмінню поєднувати техніку і естетику пробиваються на міжнародні кінофестивалі. Головними діячами відродження аргентинського кіно у 1960-тих стали Леопольдо Торре Нільссон, Фернандо Аяла, Давид Хосе Коон, Сімон Фельдман і Фернандо Соланас.
Уго Сантьяго створює культові стрічки «Вторгнення» й «Інші» за сценарієм Хорхе Луїса Борхеса й Адольфо Бьйой Касареса, але потім емігрує до Франції. Згодом його кінематографічний стиль починають наслідувати Хосе Мартінес Суарес, Мануель Антін і Леонардо Фавіо.
В анімації відзначається Мануель Гарсія Ферре.

### 1960-ті - 1970-ті

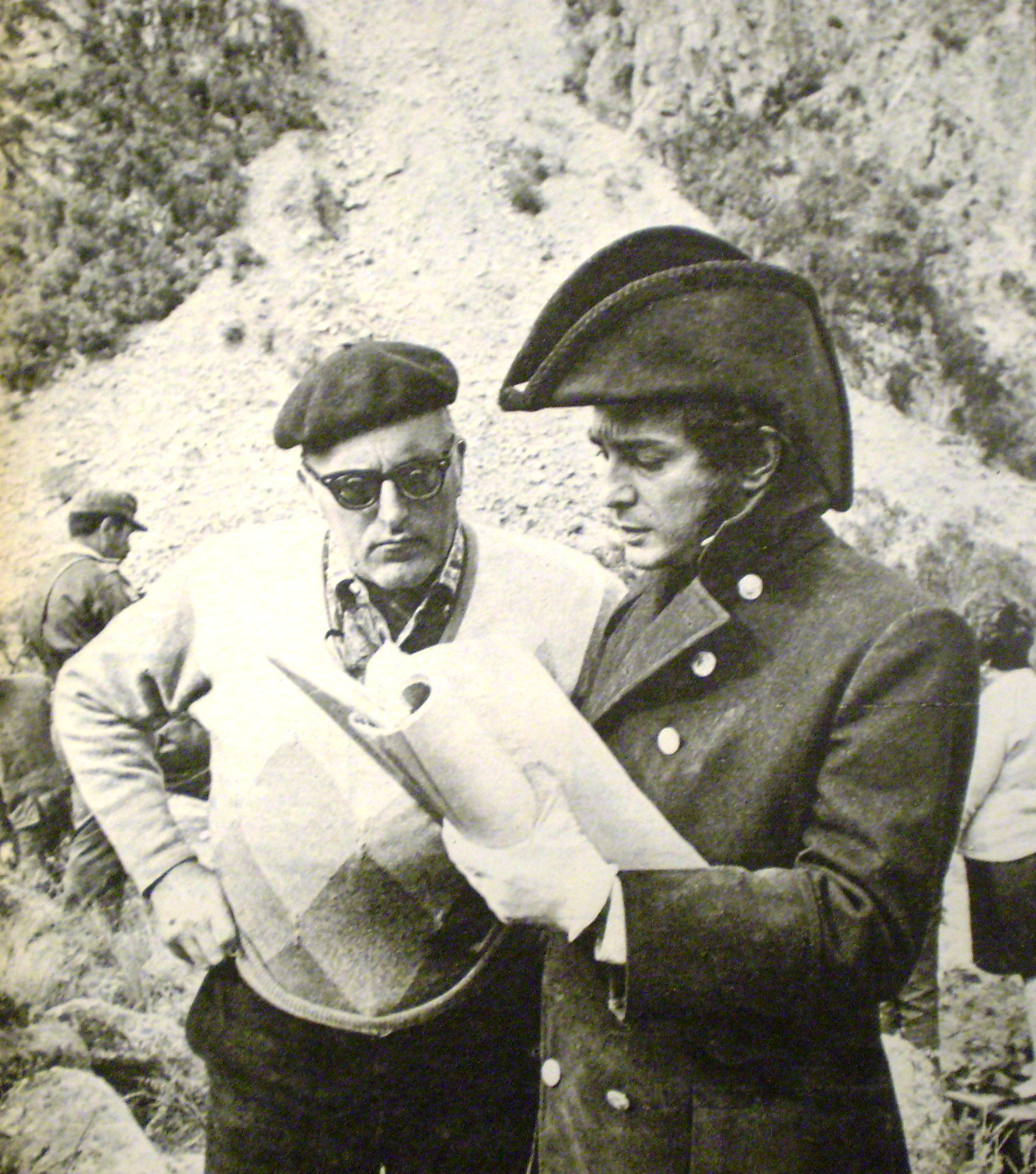
Леопольдо Нільссон і Альфредо Алькон

У 1960-ті роки популярності набирають комедії, наприклад, «На прізвисько чубчик» (1963) з Хосе Марроне, «Пригоди капітана Пілусо у замку страху» з Альберто Ольмедо тощо.
На початку 1970-х років аргентинське кіно відчуває вплив французького Cinéma vérité. У реалістичному ключі Серхіо Ренан знімає фільм «Затишшя» (1974), який отримує номінацію на Оскар. Того ж року Освальдо Баєр знімає «Бунтівну Патагонію» про насильницьке придушення виступів скотарів.
Леопольдо Торре Нільссон, переосмислюючи аргентинську класику, знімає ностальгічні фільми: «Рука в пастці» (1961), «Мартін Ф'єрро» (1968), «Сім лунатиків» (1973), «Нафарбовані губи» (1974).
З кінця 1960-тих на екранах з'являються відверті сексуальні комедії Армандо Бо, які шокують публіку. Згодом тенденцію продовжує Хорхе Порсель.
З 1975 року аргентинська кіноіндустрія зазнає сильною цензури з боку правлячого режиму, тому переважають аполітичні фільми на легкі теми.

### Період після диктатури
У 1980-х роках після падіння диктаторських режимів в Аргентині відроджується кінематограф. Здобувають популярність Марія Луїса Бемберг з фільмом «Каміла» (1984), Піно Соланас і Адольфо Арістарайн («Час реваншу», «Місце у світі»).
Луїс Пуенсо знімає «Офіційну версію», яка 1984 року стає першою аргентинською стрічкою — володаркою Оскара. Ця стрічка належить до жанру викривальних, який був дуже популярним у країні в ті часи.

### Друге нове аргентинське кіно
У 1990-х роках з'являється нова хвиля аргентинського кіно, яка відзначається незалежним характером. Передвісником цієї течії став Мартін Рехтман, який 1991 року знімає оперу «Rapado». Іншим переломним фільмом став «Добре порублений» (1994) Естебана Сапіра. Першою стрічкою нової хвилі, що отримала резонанс у суспільстві стала «Pizza, birra, faso» (1998) Бруно Стагнаро й Ісраеля Адріана Каетано. Наступною стала стрічка «Світ підйомного крана» (1999) Пабло Траперо, яка продовжила тенденцію малобюджетного реалістичного кіно. Іншими видатними представниками незалежного аргентинського кіно стали Сандра Гугліотта, Даніель Бурман, Лукресія Мартель і Улісес Роселл.
2009 року вийшла стрічка «Таємниця в його очах» режисера Хуана Хосе Кампанельї за книгою Едуардо Сачері. 2010 року вона отримала Оскара як найкраща іноземна кінострічка та стала другою найкасовішою в історії аргентинського кіно після фільму «Насарено Крус і вовк» (1975) Леонардо Фавіо.

## Кінофестивалі і премії
Найбільші аргентинські кінофестивалі і кінопремії:
- Премія Срібний Кондор (ісп. Premios Cóndor de Plata)
- Міжнародний кінофестиваль у Мар-дель-Плата (ісп. Festival Internacional de Cine de Mar del Plata)
- Південна премія (ісп. Premio Sur)
- Міжнародний фестиваль незалежного кіно в Буенос-Айресі (ісп. Festival Internacional de Cine Independiente de Buenos Aires)
- Червона кров Буенос-Айреса (ісп. Buenos Aires Rojo Sangre)
- Міжнародний конкурс короткометражок Роберто ді Чьяра